# Eric Kissack
Eric Kissack, född 15 april 1977 i New York, är en amerikansk filmklippare, regissör och producent. Bland de filmer han har klippt ihop, märks A Very Harold & Kumar Christmas från 2011, Horrible Bosses 2 från 2014 och Daddy's Home från 2015.

## Filmografi (i urval)
| 2007      | Hårda bud                       | Engelska | Nej | Ja  | Nej |                               |
| 2008      | Birds of America                | Engelska | Nej | Ja  | Nej |                               |
| 2009      | Role Models                     | Engelska | Nej | Ja  | Nej |                               |
| 2009      | Brüno                           | Engelska | Nej | Ja  | Nej |                               |
| 2011      | A Very Harold & Kumar Christmas | Engelska | Nej | Ja  | Nej |                               |
| 2011      | Kickoffen                       | Engelska | Nej | Ja  | Nej |                               |
| 2012      | The Dictator                    | Engelska | Nej | Ja  | Nej |                               |
| 2012      | Veep                            | Engelska | Nej | Ja  | Nej | TV-serie                      |
| 2015      | Horrible Bosses 2               | Engelska | Nej | Ja  | Nej |                               |
| 2015      | Daddy's Home                    | Engelska | Nej | Ja  | Nej | Samredigerad med Brad Wilhite |
| 2016–2020 | The Good Place                  | Engelska | Nej | Ja  | Ja  | TV-serie                      |
| 2018      | Instant Family                  | Engelska | Nej | Nej | Ja  |                               |
| 2019      | Black Monday                    | Engelska | Nej | Ja  | Nej | TV-serie                      |